# ビタースウィート (ソフィー・エリス・ベクスターの曲)
「ビタースウィート」(Bittersweet)は、イギリスのシンガーソングライター、ソフィー・エリス・ベクスターの楽曲。ソフィーとフリーメーソンズ、ビフィコのメンバー達とハンナ・ロビンソンによって書き上げられ、ソフィーの4枚目のスタジオ・アルバム『メイク・ア・シーン』に収録された。アルバムからの3枚目のシングルとして2010年5月3日に発売された。

## 楽曲
「ビタースウィート」はゲイ向けのラジオ放送局ゲイダーで初お披露目となり、ミュージック・ビデオは2010年3月23日にポップジャスティスで公開された。
本曲は批評家から高い評価を受けた。中でもニューヨーク・ポストが肯定的な評価を残し 、デジタル・スパイもレビューの中で5つ星を挙げている。
ビデオはクリス・スウィーニーによってロンドンで撮影された。フリーメーソンズによる曲のリミックスを使用した別ヴァージョンのビデオもアルマダ・ミュージックのウェブサイトで公開された。

## トラックリスト
- UK CD single[5]

1. "Bittersweet" – 3:26
2. "Sophia Loren" (Ellis-Bextor, Cathy Dennis, Chris Rojas) – 4:15

- 7" picture disc

1. "Bittersweet" – 3:26
2. "Bittersweet" (Freemasons Radio Mix) – 3:34

- Digital download[6]

1. "Bittersweet" – 3:26
2. "Bittersweet" (Freemasons Club Mix) – 5:05
3. "Bittersweet" (Jodie Harsh Extended Remix) – 6:32
4. "Bittersweet" (Freemasons Radio Mix) – 3:34
5. "Bittersweet" (Freemasons Extended Club Mix) – 8:55

## 公式リミックス
1. "Bittersweet" (Freemasons Club Mix) – 5:05
2. "Bittersweet" (Freemasons Radio Mix) – 3:34
3. "Bittersweet" (Freemasons Extended Club Mix) – 8:55
4. "Bittersweet" (Freemasons Dub) – 7:57
5. "Bittersweet" (Freemasons Radio Mix) – 3:34
6. "Bittersweet" (Jodie Harsh Club Mix) – 6:32
7. "Bittersweet" (Jodie Harsh Dub) – 6:36
8. "Bittersweet" (Jodie Harsh Radio Mix) – 3:38

## チャート
| チャート (2010)                                      | 最高 順位 |
| ---------------------------------------------------- | --------- |
| ベルギー (ウルトラトップ)                            | 3         |
| エストニア                                           | 6         |
| ポーランド                                           | 3         |
| European Hot 100                                     | 51        |
| ハンガリー (マハーズ)                                | 38        |
| スロバキア (IFPI)                                    | 18        |
| トルコ                                               | 35        |
| UK クラブ (オフィシャル・チャート・カンパニー)       | 14        |
| イギリス (オフィシャル・チャート・カンパニー)        | 25        |
| UK ダウンロード (オフィシャル・チャート・カンパニー) | 38        |